# Kamień (tom poetycki)
Kamień – debiutancki tom poetycki Józefa Czechowicza wydany w 1927.
Część utworów zamieszczonych w tomie ma charakter liryki osobistej oraz intymnego wyznania. Obok nich znajdują się również wiersze o przesłaniu uniwersalnym, odnoszące się do teraźniejszych i przeszłych zagrożeń cywilizacyjnych, oraz wypowiedzi programowe. Utwory tomu napisane są w formie wiersza wolnego, pojawiają się w nich jednak rymy. Pesymistyczna wymowa wierszy zapowiada katastrofizm w literaturze polskiej.